# Сутоки (Новгородский район)
Сутоки — деревня в Новгородском муниципальном районе Новгородской области, относится к Борковскому сельскому поселению
Деревня расположена на левом берегу реки Веронда, у впадения в неё небольшой реки Змейка.
| 2010 |
| ---- |
| 7    |

## История
Это место впервые упоминается в Писцовых книгах о Трясовской волости Шелонской пятины в 1498 году.
В XV—XVI вв. Сутоки являлись погостом. На территории погоста находился Никольский Сутоцкий монастырь. Согласно описи 1628 года, после шведского разорения в монастыре оставалась одна деревянная церковь и из построек — одна келья. В начале XVIII века Сутоцкий монастырь приписали к Клопскому. Тогда же была построена новая деревянная церковь. В монастырском хозяйстве имелась также водяная мельница. После его упразднения Сутоцкого монастыря в XVIII веке деревянная церковь была превращена в приходскую. Затем, в 1862 году она была перестроена. После Великой Отечественной войны церковь была перенесена в соседнюю деревню Орлово, а потом разобрана. Церковь находилась на берегу Веронды. В настоящее время на этом месте осталось кладбище. Здесь же в прошлом располагался и монастырь. Из полученных брёвен и досок в деревне Фарафоново был построен дом для занятий спортом.
До 1840 года Сутоки являлись большим селом с постоялым двором и почтовой станцией. В начале XX века в нём насчитывалось 30 дворов.
Во время войны деревня была почти полностью сожжена немецкими войсками. В советские годы Сутоки были признаны «неперспективной деревней». Финансирование, а с ним и развитие остановились, в результате чего исчезли и близлежащие небольшие деревни Дубня, Изори, Малые Суточки.

## Транспорт
К деревне подходит дорога, идущая от автодороги А116 Великий Новгород — Шимск.